# 塔克頓 (新澤西州)
塔克頓（英語：Tuckerton）是位於美國新澤西州海洋縣的自治市鎮。

## 人口
根據2020年美國人口普查的數據，塔克頓的面積為9.87平方千米，當中陸地面積為8.71平方千米，而水域面積為1.16平方千米。當地共有人口3577人，而人口密度為每平方千米362人。